# Pośrednia Spiska Przełączka
Pośrednia Spiska Przełączka (słow. Prostredná Mačacia štrbina) – głęboka przełęcz w południowo-zachodniej grani Spiskiej Grzędy w słowackiej części Tatr Wysokich. Jest drugim od góry siodłem w tej grani i oddziela od siebie jedną z dwóch Spiskich Turniczek, Zadnią Spiską Turniczkę, na północnym wschodzie oraz Spiskie Czuby na południowym zachodzie.
Przełęcz jest wyłączona z ruchu turystycznego. Jej północno-zachodnie stoki opadają do górnej części Baraniego Ogrodu w Dolinie Pięciu Stawów Spiskich, natomiast południowo-wschodnie – do Pośredniego Spiskiego Kotła. Droga dla taterników prowadząca na siodło ze Spiskiej Przełączki i dalej na Zadnią Spiską Turniczkę jest nieco trudna (I w skali tatrzańskiej).